# Drop Dead Diva
Drop Dead Diva è una serie televisiva statunitense prodotta dal 2009 al 2014.
Creata da Josh Berman, la serie mescola la commedia, il genere fantasy e il legal drama, e racconta le vicende di Deb Dobkins, un'aspirante modella che, dopo essere rimasta uccisa in un incidente d'auto, si reincarna nel corpo di Jane Bingum, un'avvocatessa goffa e sovrappeso.
La serie è stata trasmessa in prima visione assoluta negli Stati Uniti da Lifetime dal 12 luglio 2009. In lingua italiana è trasmessa dall'11 gennaio 2011, in Italia dal canale in chiaro Cielo e da quello satellitare Fox Life, mentre nella Svizzera italiana da RSI LA1.

## Trama
Deb Dobkins è una giovane e bella ragazza, anche se un po' superficiale. È un'aspirante modella, e sogna di convolare a nozze con il suo fidanzato Grayson, un brillante avvocato. Sfortunatamente, rimane coinvolta in un incidente stradale e muore. Arrivata alle porte del Paradiso, viene bloccata da Fred, un solerte angelo guardiano del posto, che non può farla entrare poiché durante la sua vita Deb non ha mai compiuto nessuna buona o cattiva azione, risultando una persona né buona né malvagia, ma soltanto superficiale. Infastidita dalla cosa, Deb chiede allora di poter ritornare sulla Terra, ma a causa di un disguido non ritorna nel suo corpo, e si reincarna invece in quello di un'altra ragazza deceduta di recente: Jane Bingum, un'intelligente e generosa avvocatessa, anche se goffa e decisamente sovrappeso.
Jane/Deb è inizialmente inorridita dal suo nuovo corpo, tanto più che si ritrova a lavorare nello stesso studio legale del suo ex fidanzato, ancora scosso dal recente lutto. Con il tempo, Deb inizia però a capire il significato di "bellezza interiore", e con l'aiuto della sua assistente Teri inizia a districarsi tra cause legali, cercando di riallacciare un "nuovo" rapporto con il suo ex Grayson, e scoprendo qual era la vita di Jane. Accanto a Deb ci sono Fred (che dopo il pasticcio combinato in Paradiso è stato degradato ad angelo custode), il quale ha il compito di vegliare su di lei, e Stacy, la migliore amica di Deb (e ora quindi di Jane): loro due sono le uniche persone che conoscono il segreto di Deb/Jane, e la aiutano a cavarsela in una vita completamente diversa da quella che aveva immaginato.

## Episodi
Il 15 gennaio 2013 Lifetime aveva inizialmente cancellato Drop Dead Diva al termine della quarta stagione, ma il 1º marzo successivo il network ha fatto marcia indietro, ordinando una quinta stagione della serie. Il 25 ottobre 2013, l'emittente ha rinnovato la serie per una sesta e ultima stagione.
| Stagione         | Episodi | Prima TV USA | Prima TV in italiano |
| ---------------- | ------- | ------------ | -------------------- |
| Prima stagione   | 13      | 2009         | 2011                 |
| Seconda stagione | 13      | 2010         | 2011                 |
| Terza stagione   | 13      | 2011         | 2012                 |
| Quarta stagione  | 13      | 2012         | 2013                 |
| Quinta stagione  | 13      | 2013         | 2014                 |
| Sesta stagione   | 13      | 2014         | 2015                 |

## Personaggi e interpreti

### Personaggi principali
- Jane Bingum/Deb Dobkins (stagioni 1-6), interpretata da Brooke Elliott, doppiata da Eleonora De Angelis.
- Teri Lee (stagioni 1-6), interpretata da Margaret Cho, doppiata da Laura Lenghi.
- Stacy Barrett (stagioni 1-6), interpretata da April Bowlby, doppiata da Rossella Acerbo.
- Kim Kasswell (stagioni 1-6), interpretata da Kate Levering, doppiata da Sabrina Duranti.
- Fred (stagioni 1-3, ricorrente 4, guest 5-6), interpretato da Ben Feldman, doppiato da Marco Vivio.
- Grayson Kent (stagioni 1-6), interpretato da Jackson Hurst, doppiato da Riccardo Rossi.
- Jay Parker (stagioni 1-4), interpretato da Josh Stamberg, doppiato da Vittorio De Angelis.
- Luke Daniels (stagioni 4-5), interpretato da Carter MacIntyre, doppiato da Roberto Gammino.
- Owen French (stagioni 3-6), interpretato da Lex Medlin, doppiato da Massimo De Ambrosis
- Paul (stagioni 5-6), interpretato da Justin Deeley, doppiato da Fabrizio Manfredi.

### Personaggi secondari
- Deb Dobkins (flashback) (stagioni 1-3), interpretata da Brooke D'Orsay, doppiata da Domitilla D'Amico.
- Bobby Dobkins (stagioni 1-5), interpretata da Sharon Lawrence, doppiata da Vittoria Febbi.
- Elaine Bingum (stagioni 1-5), interpretata da Faith Prince, doppiata da Lorenza Biella.
- Vanessa Hemmings (stagioni 2-3, guest 5), interpretata da Jaime Ray Newman, doppiata da Claudia Catani.
- Giudice Paula Abdul (stagioni 1-3), interpretata da Paula Abdul, doppiata da Alessandra Cassioli.
- Tony Nicastro (stagioni 1-2), interpretato da David Denman, doppiato da Oreste Baldini.
- Giudice Madeline Summers (stagioni 1-2) interpretata da Rosie O'Donnell, doppiata da Irene Di Valmo.
- Elisa Fhayne (stagioni 3-4) interpretata da Brandy Norwood, doppiata da Monica Bertolotti.
- Brittney/Jane Bingum (stagione 5) interpretata da Natalie Hall, doppiata da Veronica Puccio

## Produzione
La serie è ambientata a Los Angeles, in California, ma in realtà è girata in Georgia, ad Atlanta, Peachtree City e Senoia. Inizialmente questa produzione era stata pensata per la Fox, ma il network la rifiutò dopo la visione dell'episodio pilota. Secondo il creatore Josh Berman, Drop Dead Diva è un incrocio tra il romanzo A ciascuno il suo corpo e il film Il paradiso può attendere, aggiungendo inoltre che, in una Hollywood dove i canoni di bellezza sembrano ormai essere ben definiti, spera con questa serie di poter contribuire a ridefinire il paradigma.

## Promozione
(Tagline della serie televisiva)